# Joseph Orville Shelby
Joseph Orville « Jo » Shelby (12 décembre 1830 – 13 février 1897) est un célèbre général de cavalerie de l'armée des États confédérés qui opéra principalement sur le théâtre Trans-Mississippi de la guerre de Sécession.

## Enfance et jeunesse
Shelby naît à Lexington (Kentucky), le rejeton d'une des familles les plus riches et les plus influentes de l'État. Il perd son père alors qu'il est âgé de cinq ans et il est élevé par un beau-père. Il fréquente l'Université Transylvania (Lexington) et gère une corderie jusqu'en 1852. Il s'installe ensuite à Waverly, Missouri, où il s'occupe de bateaux à vapeur et possède une plantation de chanvre. Il est alors un des plus gros propriétaires d'esclaves de l'État. Pendant les événements du "Bleeding Kansas" il prend la tête d'une unité pro-esclavagiste.

## Années de guerre
En 1861, Shelby lève une compagnie de cavalerie et en est élu capitaine. Il la conduit à la bataille de Carthage et à celle de Wilson's Creek. Promu colonel, il commande une brigade à la bataille de Prairie Grove.
Shelby entraîne les volontaires du Missouri réunis au sein de sa « Brigade de Fer » dans un des raids les plus longs de la guerre civile : entre le 22 septembre et le 3 novembre 1863, sa brigade parcourt 2 400 kilomètres à travers le Missouri, infligeant plus de 1 000 pertes à l'armée de l'Union, et capturant ou détruisant des propriétés fédérales pour un coût estimé à 2 millions de dollars (
41.5 millions de dollars actuels).
Le 15 décembre 1863, à la fin de ce raid couronné de succès, il est promu brigadier-général.
En 1864, le harcèlement mené par les hommes de Shelby, de concert avec d'autres unités rebelles, est en grande partie responsable de l'échec de l'expédition de Camden, conduite par le général nordiste Steele (23 mars – 2 mai 1864). Les forces fédérales, après la destruction ou la prise de leurs fourgons à Mark's Mill, sont alors obligées de se replier sur Little Rock.
Réaffecté dans les environs de Clarendon (Arkansas), Shelby y accomplit l'exploit de capturer un cuirassé de l'Union, l'USS Queen City, qu'il fait immédiatement détruire pour éviter qu'il ne soit repris.
À la fin de l'été 1864, Shelby commande une division pendant le raid de Price au Missouri. Il se distingue lors des combats de Little Blue River, Westport et s'empare de plusieurs localités tenues par l'Union : Potosi, Boonville, Waverly, Stockton, Lexington et California (Missouri). Lors de la retraite finale de Price, il retarde la poursuite de l'Union lors de la seconde bataille de Newtonia, où il est néanmoins défait par le major général James G. Blunt.
Le 10 mai 1865, alors que l'armée de Robert Lee rend les armes en Virginie, le général Edmund Kirby Smith nomme Shelby major-général. La promotion ne sera jamais entérinée, en raison de l'effondrement de la Confédération.

## Après-guerre
En juin 1865, Shelby et Price, au lieu de se rendre, se réfugient au Mexique avec ce qui reste de leurs unités. Ils espèrent y monnayer leurs services auprès de l'empereur Maximilien. Ce projet échoue, mais l'empereur leur concède des terres pour établir une colonie à proximité de Vera Cruz. L'échec de cette implantation et la mort de Maximilien, fusillé par les légitimistes de Benito Juárez, poussèrent Price, Shelby et la plupart de leurs hommes à retourner aux États-Unis.
Ils sont alors glorifiés comme « the undefeated » (les invaincus). L'expédition mexicaine de Price et Shelby a inspiré le film The Undefeated (Les Géants de l'Ouest), avec John Wayne et Rock Hudson (1969).
On raconte que, sur le chemin du Mexique, Shelby jeta son drapeau de bataille dans le Rio Grande, à proximité d'Eagle Pass (Texas) plutôt que de le voir tomber aux mains de Fédéraux. L'épisode est représenté sur un tableau présenté à la mairie d'Eagle Pass. L'historien Edwin Adams Davis, de l'Université d'État de Louisiane (Bâton-Rouge), descendant d'un des hommes de Shelby, a écrit en 1962 un récit sur le sujet (Fallen Guidon : The Saga of Confederate General Jo Shelby's March to Mexico).
Shelby revient au Missouri en 1867 et y reprend ses activités agricoles. En 1883, il est un témoin central au procès de Frank James, ex-Confédéré comme lui,.
En 1893, Shelby est nommé U.S. Marshal pour le District occidental du Missouri, un poste qu'il conservera jusqu'à son décès, en 1897.
Il meurt à Adrian (Missouri), et il est enterré au cimetière de Forest Hill, à Kansas City.